# Мауэрн
Мауэрн (нем. Mauern) — община в Германии, в земле Бавария.
Подчиняется административному округу Верхняя Бавария. Входит в состав района Фрайзинг. Население составляет 2780 человек (на 31 декабря 2010 года). Занимает площадь 24,14 км².